# Airborne-monument (Ede)
Het Airborne-monument op de Ginkelse Heide in Ede is een herdenkingsteken in Nederland. Het is onthuld op 19 september 1960 door generaal-majoor Urquhart.

## Beschrijving
Het monument is een betonnen zuil van drie meter hoog. Boven op de zuil staat een koperen adelaar met gespreide vleugels. Op de zijkanten van het monument zijn emblemen aangebracht. Op het eerste embleem staat een gevleugelde en gekroonde parachute afgebeeld, op het tweede embleem het wapen van de King's Own Scottish Borderers en op het derde embleem een beeltenis van een paarse Pegasus. Op de voet van de heuvel waar het monument zich bevindt staat een natuurstenen plaquette. Een kleine 15 meter naast de zuil ligt een zwerfkei met het opschrift: LUCHTLANDING 17_18 SEPT.1944. Het monument is van de hand van kunstenares Melanie M. Heuff - von Oven.

## Doel
Het monument is geplaatst om de parachutisten te herdenken die bij de Slag om Arnhem gesneuveld zijn. Op 17 en 18 september 1944 kwamen op de Ginkelse Heide 121 Dakota-transportvliegtuigen aan. Vanuit deze vliegtuigen sprongen 2000 parachutisten om de troepen bij Arnhem te versterken. Er werden echter al vijf vliegtuigen neergeschoten voordat ze de heide bereikten. Voordat alle soldaten veilig op de grond aangekomen waren sneuvelden er al 50 man en er raakten er meer dan 150 vermist. Het monument staat op het noordelijkste punt van het toenmalige slagveld.

## Herdenking
Ieder jaar wordt op de derde zaterdag in september ter herdenking door huidige parachutisten van het Britse 4th Battalion op de Ginkelse Heide een luchtlanding uitgevoerd. Aansluitend vindt een kranslegging bij het monument plaats.

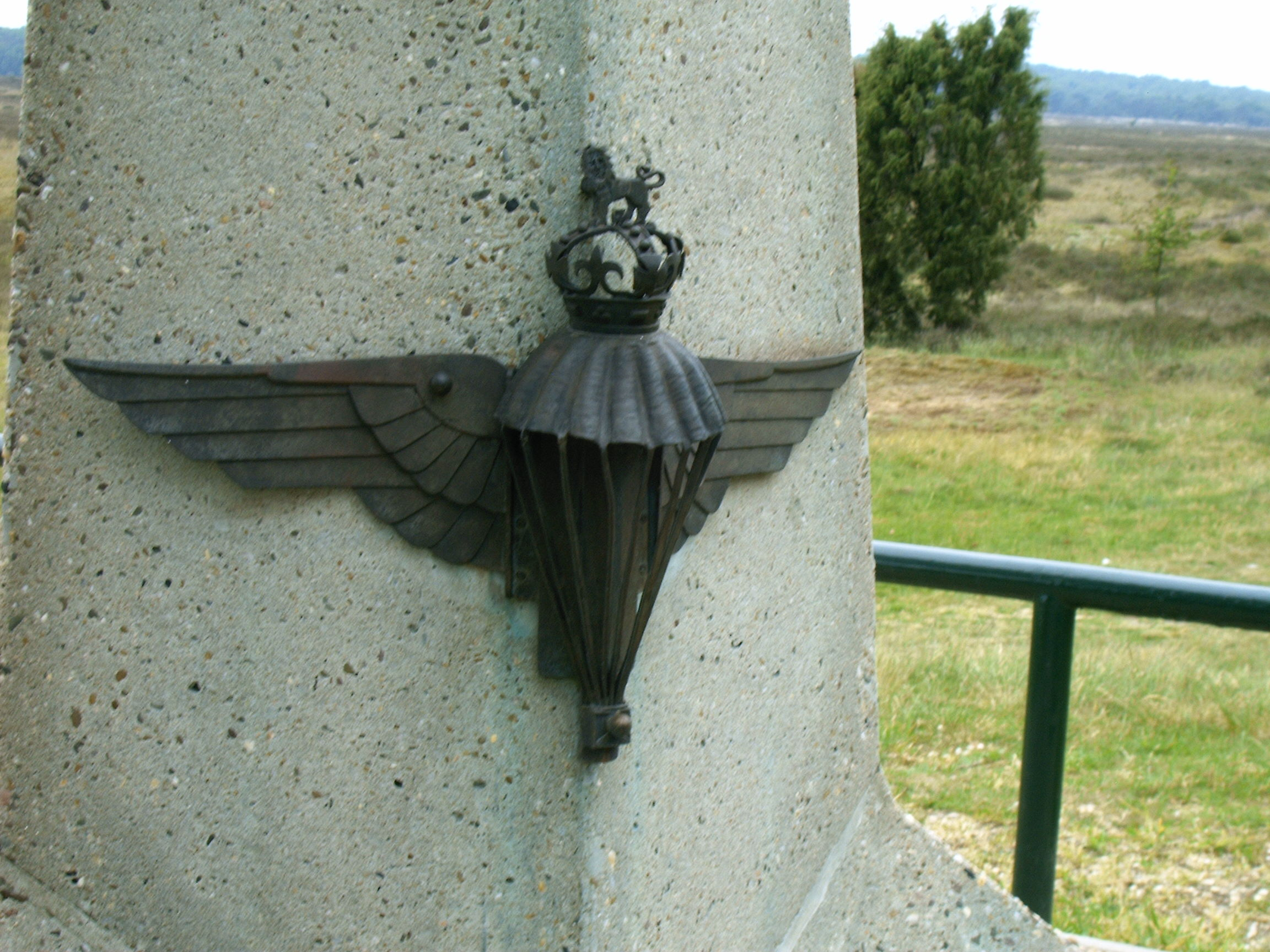
De gevleugelde en gekroonde parachute.
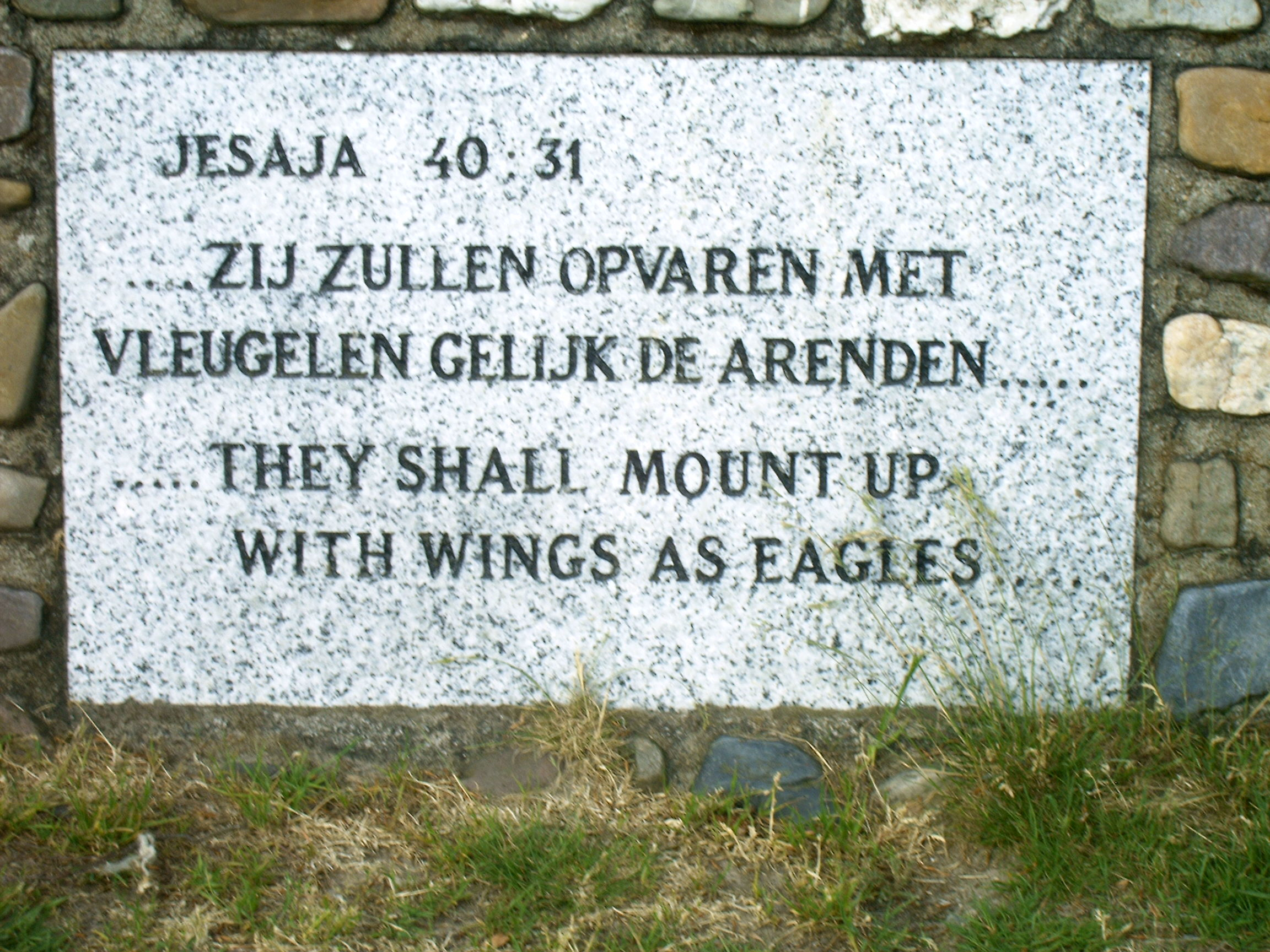
Natuurstenen plaquette
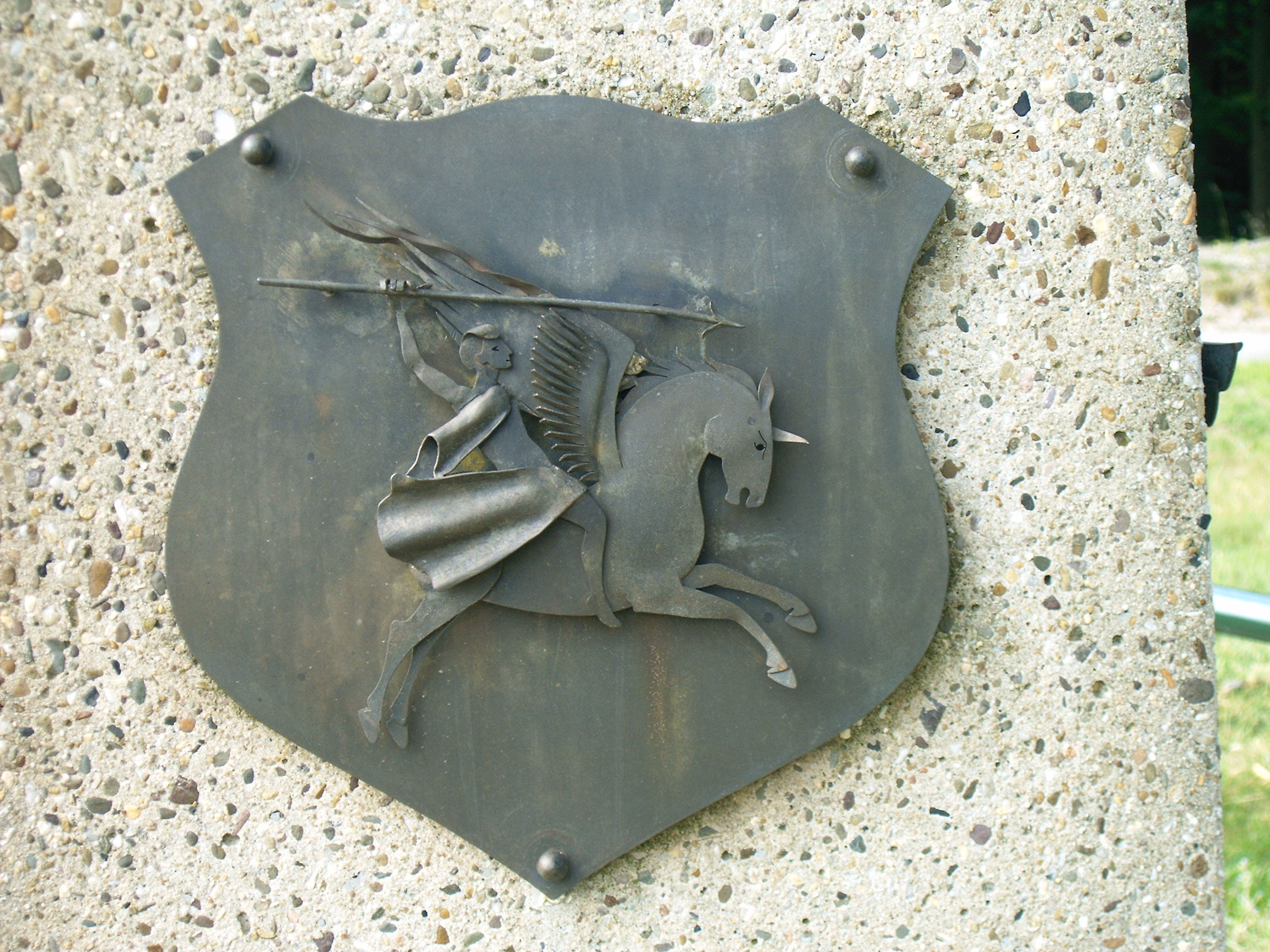
Embleem een beeltenis van een paarse Pegasus.
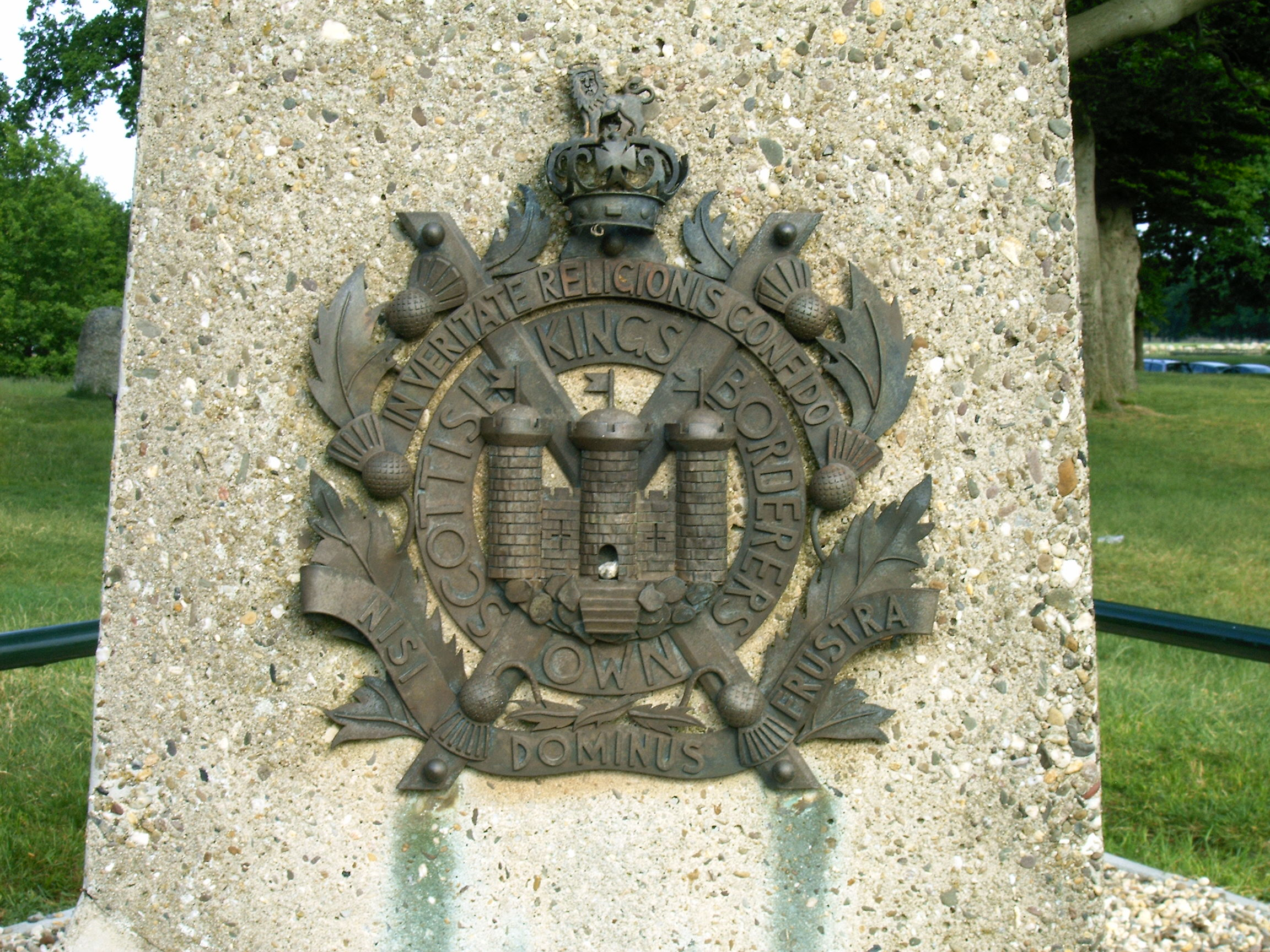
Het wapen van de King's Own Scottish Borderer
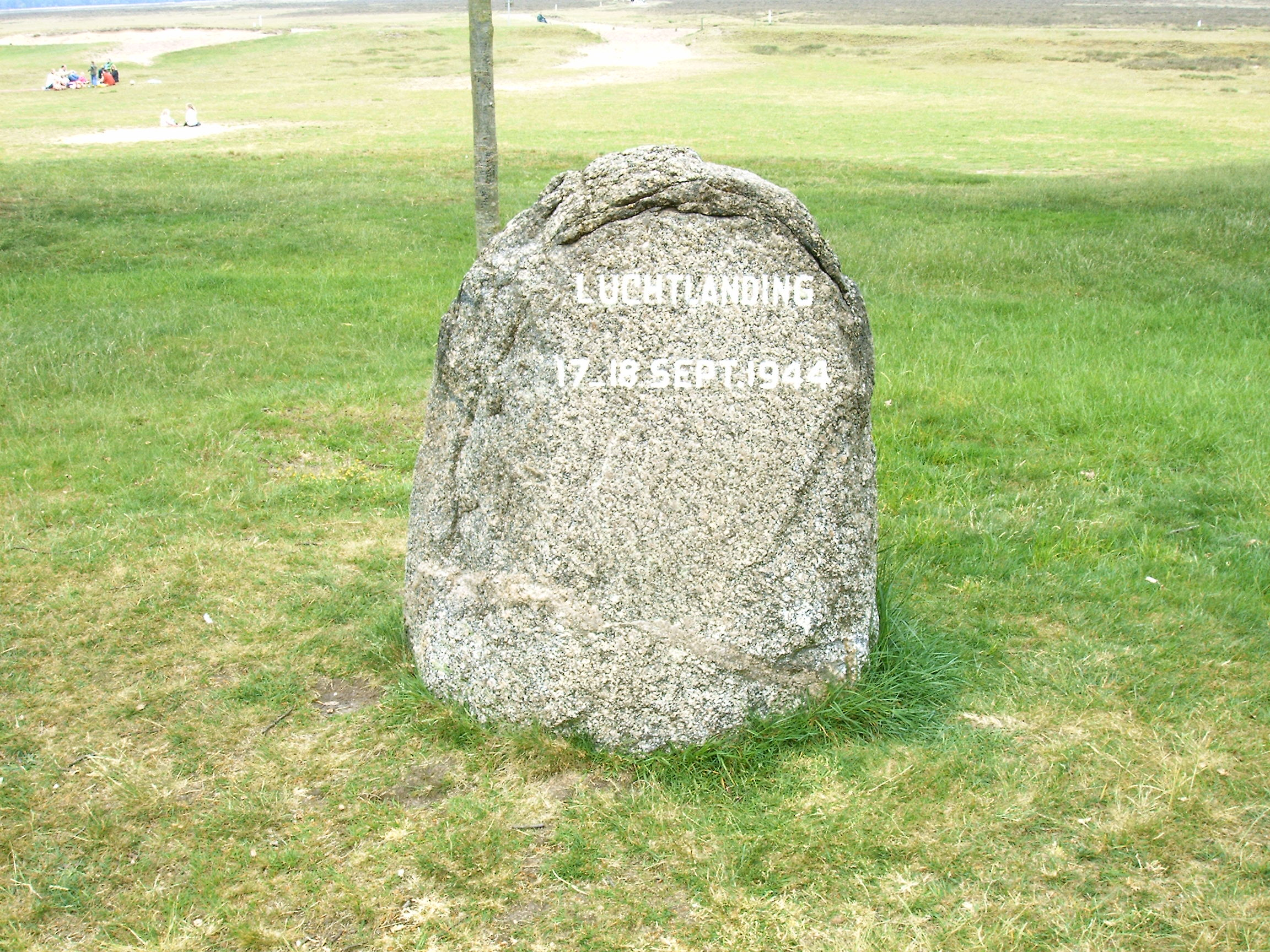
De zwerfkei